# گایزمر (لوئیزیانا)
گایزمر (به انگلیسی: Geismar) یک منطقهٔ مسکونی در ایالات متحده آمریکا است که در لوئیزیانا واقع شده‌است.